# МС-2-8
«МС-2-8» — український супутник дистанційного зондування Землі з оптико-електронними приладами багатозонального спостереження високої роздільної здатності.
Мікросупутник дистанційного зондування Землі з оптико-електронними приладами многозонального спостереження високої роздільності.
Створюється за Національною космічною програмою .
Спеціалізований малогабаритний супутник високої роздільності, комплекс оптико- електронної апаратури якого дозволяє вирішувати ряд практичних і наукових завдань регіонального і локального рівня з моніторингу кризових і надзвичайних ситуацій, рослинних і ґрунтових покривів суші, створення цифрових карт місцевості, управління ресурсами та планування в урбанізованих та прибережних зонах та інше .
Споживачами інформації можуть бути : державні відомства, дослідні та екологічні організації, агропромислові, геологорозвідувальні, будівельні, транспортні, страхові, туристичні фірми, громадські організації, засоби масової інформації.
Супутник виводиться на орбіту в кластерному пуску ракетою-носієм «Дніпро».
Призначений для дистанційного зондування Землі в видимому, ближньому і середньому інфрачервоному діапазонах довжин хвиль, а також для моніторингу параметрів іоносфери Землі

## Основні завдання
- моніторинг природних ресурсів, раціонального природовикористання, технологічних і природних катаклізмів
- інформаційна підтримка діяльності вищого військово-політичного керівництва країни
- розв'язання задач сільського господарства, землевикористання, градобудування, контроль і оцінка забруднення навколишнього середовища, використання даних знімання для виготовлення цифрових карт місцевості
- міжнародне співробітництво у сфері дистанційного зондування Землі для вирішення глобальних і національних проблем шляхом обміну супутникової інформації
- діагностика природних і техногенних катастрофічних явищ (в тому числі сейсмічної активності)
- діагностика газоплазмових та електродинамічних характеристик геокосмосу.

Супутник виводиться на орбіту в кластерному пуску ракетою-носієм"Дніпро".

## Характеристики
Маса супутника — 135 кг.
Параметри орбіти:
- висота — 668 км
- нахил — 98,074 град.

Оптико-електронна апаратура
Спектральні діапазони:
- панхроматичний — 0.50-0.89 мкм
- мультиспектральний — 0.50-0.59 мкм, 0.61-0.68 мкм, 0.79-0.89 мкм.

Сканер середнього ІЧ — діапазону:
- ширина спектрального діапазону — 1.55-1.7 мкм
- проєкція кроку пікселя в надирі — 39.5 м
- ширина смуги огляду в надир і — 55.3 км

Підсистема даних корисного навантаження:
- обсяг загальної пам'яті — 2 Гбайт
- швидкість передачі даних — 32 Мбіт / с

Апаратура електронної пошти
частотна смуга абонентської лінії
- «земля-космос» — 144146 МГц
- «космос-земля» — 435-438 МГц
- швидкість передачі інформації — 32 Мбіт / с

Споживана потужність:
- максимальна 372 Вт
- середньодобова 59 Вт